# Karaula (Barajevo)
Pour les articles homonymes, voir Karaula.

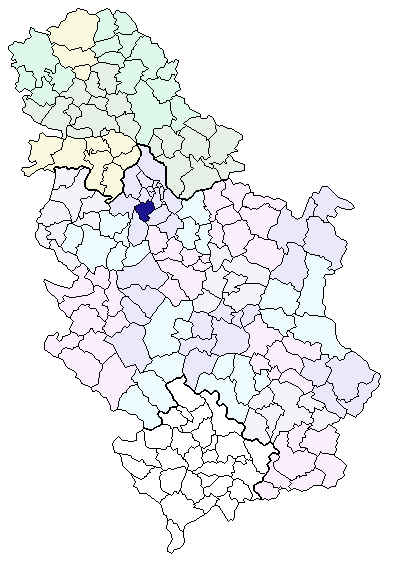
Situation de la municipalité de Barajevo en Serbie

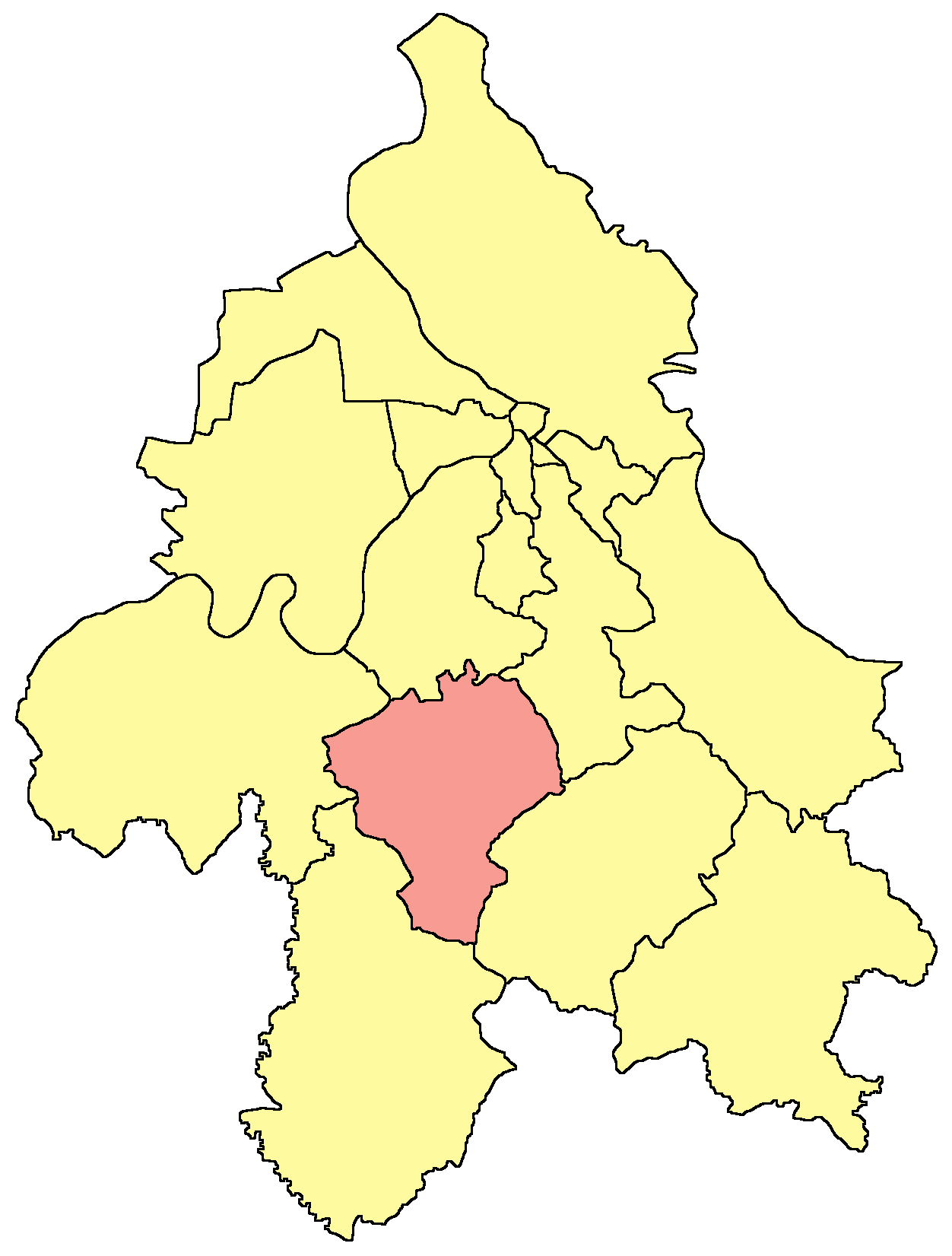
Situation de la municipalité de Barajevo dans le district de Belgrade

Karaula, en serbe cyrillique Караула, est un village de Serbie situé dans la municipalité de Barajevo, district de Belgrade.
Karaula est située dans les faubourgs de Belgrade.